# 지방도 제463호선
지방도 제463호선은 강원특별자치도 화천군 사내면 광덕초등학교 앞과 철원군 철원읍 대마리를 잇는 강원특별자치도의 지방도다. 정확한 종점은 철원읍의 휴전선 일대다.

## 역사
- 2003년 2월 15일 : 일부 구간 국도 제87호선으로 승격에 따른 노선 연장 조정[1]
- 2004년 8월 26일 : 화천군 사내면 광덕리 ~ 철원군 근남면 잠곡리 11.34km 구간 개통, 기존 구간 6.9km 폐지.[2]
- 2012년 3월 1일 : 철원군 근남면 잠곡리 도덕교 개축[3]
- 2019년 12월 27일 : 고석정 ~ 문혜간 도로(철원군 동송읍 장흥리 ~ 갈말읍 문혜리) 6.0km 구간 개통, 기존 철원군 갈말읍 문혜리 1.44km 구간 폐지[4]
- 2020년 12월 23일 : 화지 ~ 고석정간 도로(철원군 철원읍 화지리 ~ 동송읍 장흥리) 6.4km 구간 개통[5]

## 주요 경유지
- 화천군
  - 사내면 광덕초등학교 - 광덕리 - 광덕3교 - 맹대교 - 검단1교 - 검단2교 - 하오터널(1532m)
- 철원군
  - 근남면 하오터널(1532m) - 복주산자연휴양림 - 복주교 - 잠곡리 - 도덕교 - 신술터널(610m)
  - 서면 신술터널(610m) - 신술2교 - 자등리 - 신술교
  - 갈말읍 능곡3교 - 능곡2교 - 능곡1교 - 능곡교 - 대곡1교 - 문혜리 - 대곡교 - 논골1교 - 논골교 - 율곡교 - 광명교 - 텃골교 - 토기교 - 문혜 교차로 - 문혜3 교차로 - 문혜2 교차로 - 문혜1 교차로 - 문고개 교차로 - 승일 교차로 - 승일공원 - 한탄대교
  - 동송읍 한탄대교 - 한탄 교차로 - 고석정 교차로 - 장흥리 - 오덕리 - 오덕사거리 - 학보교
  - 철원읍 화지삼거리 - 화지리 - 도피안사삼거리 - 월하리 - 월하삼거리 - 관전리 - 노동당사 - 노동당사삼거리 - 사요리 - 대마사거리 - 묘장초등학교 - (민간인통제선 구간 : 대마교 - 대마리)

## 중복 구간
- 철원군 근남면 도덕교 서단 ~ 서면 자등리 : 국가지원지방도 제56호선과 중복
- 철원군 철원읍 화지삼거리 ~ 대마사거리 : 국도 제87호선과 중복

## 도로명
- 화천군 사내면 광덕초등학교 ~ 맹대교 서단 : 포화로
- 화천군 사내면 맹대교 서단 ~ 철원군 근남면 도덕교 서단 : 하오재로
- 철원군 근남면 도덕교 서단 ~ 철원읍 화지삼거리 : 태봉로
- 철원군 철원읍 화지삼거리 ~ 월하삼거리 : 금학로
- 철원군 철원읍 월하삼거리 ~ 노동당사삼거리 : 금강산로
- 철원군 철원읍 노동당사삼거리 ~ 대마사거리 : 묘장로